# مسئله تراموا

یکی از معضلات موجود درمسئله تراموا این است که آیا کشیدن اهرم برای منحرف کردن مسیر تراموا به سمت خط کناری ترجیح داده می‌شود؟

مسئلهٔ تراموا (Trolley problem یا Tramway) یک آزمایش فکری مشهور در زمینهٔ فلسفه اخلاق است. صورت کلی مسئله به این صورت است که فرض می‌کند تراموایی روی ریل راه‌آهن در حال حرکت است و پنج نفر سر راه آن هستند و تراموا مستقیماً در حال رفتن به سمت آن‌هاست و شما به عنوان ناظر در نزدیکی صحنه و نزدیک به یک اهرم هستید که با کشیدن آن تراموا به ریل دیگری که تنها یک نفر روی آن است هدایت می‌شود، شما دو انتخاب دارید: ۱) هیچ اقدامی نکنید که این مساوی با کشته‌شدن آن پنج نفر روی ریل اصلی است. ۲) با کشیدن اهرم، تراموا را به سمتی هدایت کنید که موجب کشته‌شدن آن یک نفر شود.
انتخاب درست چیست؟